# Onobrychis humilis
Onobrychis humilis là một loài thực vật có hoa trong họ Đậu. Loài này được (Loefl.) G.Lopez miêu tả khoa học đầu tiên.

## Hình ảnh

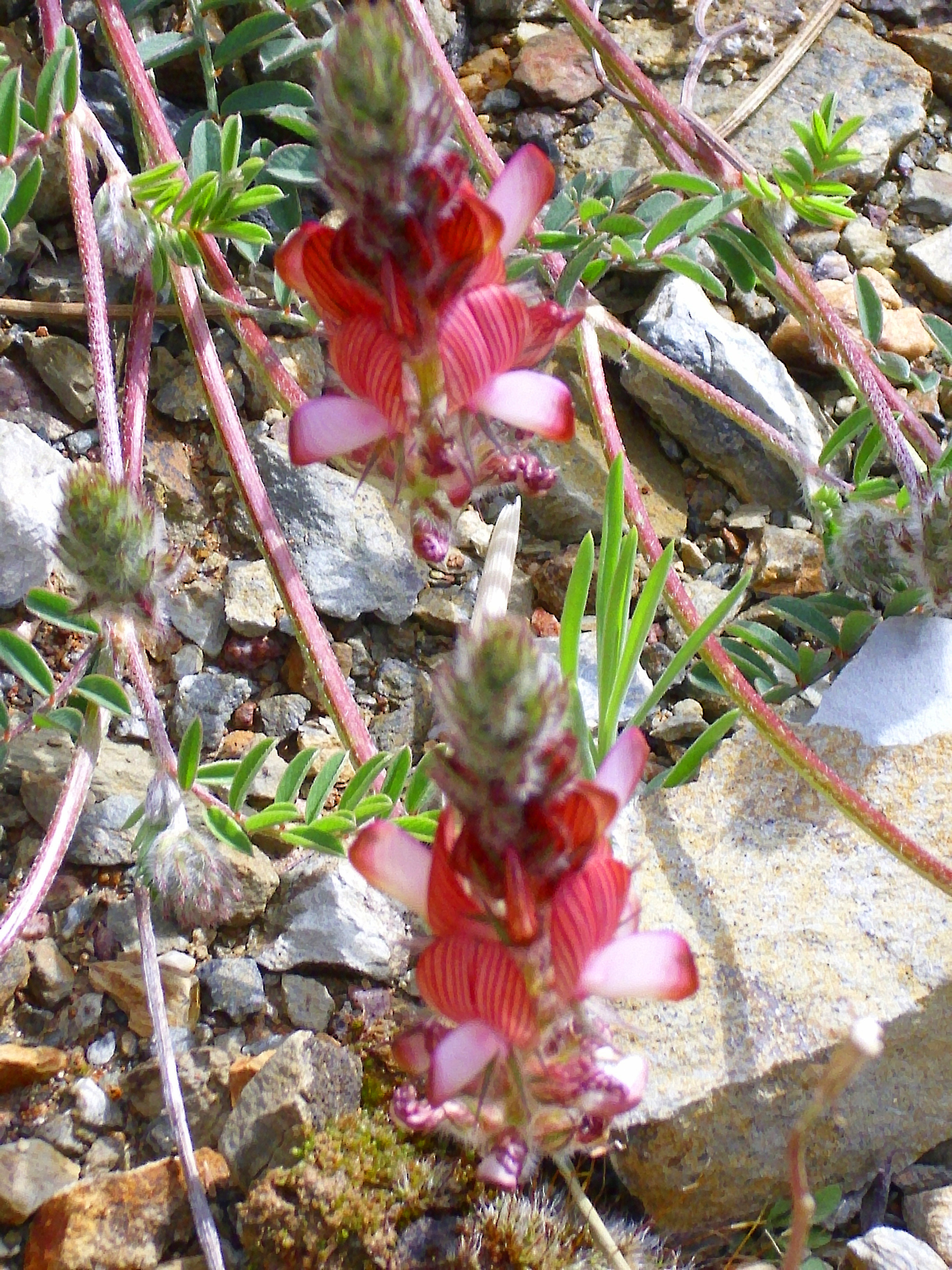